# Stahl House
Das Stahl House (auch Case Study House Nr. 22), benannt nach dem Bauherrn, ist ein moderner Bau in den Hollywood Hills in Los Angeles.
Pierre Koenig entwarf das Haus für den früheren American-Football-Spieler C. H. „Buck“ Stahl 1959. Der Bauherr, der das Grundstück 1954 erworben hatte, hatte schon vor der Begegnung mit Koenig an Modellen für sein Haus gearbeitet, die großflächige Verglasungen vorsahen. Das Haus nahm wie das im Vorjahr gebaute Bailey House (Nr. 21) am Case-Study-Houses-Programm des Magazins Arts & Architecture für experimentelle Wohnhaus-Architektur teil, dessen Juni-Ausgabe 1960 das Gebäude der Öffentlichkeit vorstellte. Die Bauarbeiten begannen 1959, nachdem Stahl das Grundstück mit Terrassen über mehrere Jahre für den Bau vorbereitet hatte. Nach neun Monaten waren die Bauarbeiten im Juni 1960 beendet. Koenig versuchte mit dem Haus zu zeigen, dass industrielle Materialien wie Stahl für den Wohnbau geeignet sind.
Durch zahlreiche Zeitschriften- und Zeitungsartikel sowie Berichte in Fachmagazinen und Büchern erlangte das Gebäude eine weltweite Bekanntheit und gilt als Ikone der modernen Architektur Kaliforniens. Zusätzlich sorgten Fotografien von Julius Shulman für weiteres Aufsehen. Auch als Produktionsort für Film- und Fotoaufnahmen diente das Haus. Das Gebäude, das sich in Privatbesitz der Bauherrenfamilie befindet, wurde mehrfach ausgezeichnet und in Listen bedeutender Architektur aufgenommen („America’s Favorite Architecture“ – AIA 2007, „The best houses of all time in L.A.“ – Los Angeles Times 2008).
Der L-förmige Baukörper ist auf einem Hang errichtet, der bis dahin als unbebaubar angesehen worden war. Der südliche Gebäudeflügel ist vom Boden bis zum Stahldach vollständig verglast und bietet so von allen Räumen Ausblick über die Stadt. Die ursprüngliche einfache Verglasung zerbrach leicht und wurde später durch bruchsicheres Glas ersetzt. Der um das Wohnzimmer laufende Balkon ohne Geländer ist ebenfalls eine spätere Veränderung des Entwurfs.
Am 24. Juli 2013 wurde Stahl House als Baudenkmal in das National Register of Historic Places aufgenommen.

## Medien
Das Stahl House war in mehreren Filmen und Fernsehserien Drehort, darunter:
- Columbo, Folge Mord nach Rezept (1968)
- Why Do Fools Fall in Love – Die Wurzeln des Rock ’n’ Roll (1998)
- Leben und lieben in L.A. (1998)
- Galaxy Quest – Planlos durchs Weltall (1999)
- Grand Theft Auto: San Andreas (Videospiel, 2004) - Das Speicherhaus in den Vinewood Hills ist dem Stahl House nachempfunden
- Wahre Lügen (2005)
- Night Stalker (2005)
- Blow (2001)
- Catch Me If You Can (2002)
- ATB - I Don't Wanna Stop (Musikvideo) (2003)
- Die (fiktive) Zukunft des Gebäudes und seine schließliche Zerstörung nach dem Verschwinden der Menschheit wird in Folge 5 der 2. Staffel der Dokufiktion-Serie Zukunft ohne Menschen gezeigt („Einsturzgefahr“, USA 2010).